# Ryuthela owadai
Ryuthela owadai ONO, 1997 è un ragno appartenente al genere Ryuthela della famiglia Liphistiidae.
Il nome del genere deriva dalle isole Ryukyu, arco insulare fra il Giappone e Taiwan, dove sono diffusi, e dal greco θηλή, thelè, che significa capezzolo, ad indicare la forma che hanno le filiere.
Il nome proprio è in onore dell'entomologo giapponese Mamoru Owada, del Dipartimento di zoologia del Museo di scienze naturali di Tokyo.

## Caratteristiche
Ragno primitivo appartenente al sottordine Mesothelae: non possiede ghiandole velenifere, ma i suoi cheliceri possono infliggere morsi piuttosto dolorosi
Specie molto simile alla R. nishihirai, se ne distingue per la forma del contrategulum del pedipalpo maschile, la cui apofisi spinale è più corta e più sottile nella R. nishihirai.
Il bodylength (lunghezza del corpo escluse le zampe) è di 9,1 millimetri al massimo per i maschi. Il cefalotorace è più lungo che largo e misura 4,7 millimetri nei maschi. I cheliceri hanno 11 denti per i maschi al margine anteriore delle zanne. L'opistosoma ha forma ovale, più lungo che largo, le filiere mediane posteriori non sono visibili chiaramente.

## Riproduzione
Questa specie ha due spermateche di forma monolobata, vicine l'una all'altra o fuse con una larga apertura, e per queste caratteristiche è stata classificata nel Gruppo A dall'aracnologo Hirotsugu Ono insieme con R. nishihirai, R. ishigakiensis, R. sasakii, R. secundaria, e R. tanikawai.

## Colorazione
Il cefalotorace è di colore bruno giallognolo chiaro, il tubercolo oculare è nero; i cheliceri sono bruno-giallognoli, le zanne bruno-rossastre. Lo sterno, le zampe e i pedipalpi sono bruno-giallognolo chiaro. L'opistosoma è bruno-giallastro, le scleriti dorsali sono anch'esse bruno-giallognole; le scleriti ventrali sono bruno giallognole chiare e le filiere sono gialle.

## Distribuzione
Rinvenuta nell'isola Tokashikijima, nel gruppo delle Isole Kerama, appartenente all'arcipelago delle Ryukyu.